# Mariana de Sousa Guerra, Condessa de Vimieiro
Mariana de Sousa Guerra, Condessa do Vimieiro, (Lisboa, ca. 1570 — Madrid, após 1645) foi uma fidalga portuguesa. Foi a 4ª donatária da Capitania de São Vicente e a 1ª donatária de Capitania de Itanhaém.

## Família
Filha de Pero Lopes de Sousa, Senhor de Alcoentre e Tagarro, alcaide-mor de Rio-Maior e 2º donatário da Capitania de São Vicente, foi a 4ª donatária da Capitania de São Vicente, por herança de seu irmão Lopo de Sousa, 3º donatário.
Mariana de Sousa Guerra era neta do 1º donatário da Capitania de São Vicente,  Martim Afonso de Sousa, que fundou as vilas de São Vicente, Santos, Itanhaém e São Paulo.

## Biografia
Em 1584, Mariana de Sousa Guerra, casou-se com Francisco de Faro (ca. 1551 - 1617),  Senhor do Vimieiro,  o qual foi feito Conde do Vimieiro por uma vida, por El-Rei D. Filipe II de Portugal (III de Espanha) em 1614. Foram pais de Fernando de Faro nascido em 1586, e de Sancho de Faro, nascido em 1590.
Em 1610, faleceu seu irmão Lopo de Sousa, 3º donatário da Capitania de São Vicente. Teoricamente o território sob sua jurisdição podia ir da região de Paraty, até Paranaguá, na Capitania de Santana, mas estava interpolado por dez léguas de costa pertencentes à Capitania de Santo Amaro, a qual não tinha sido povoada pelo capitão-donatário original: seu tio-avô Pero Lopes de Sousa.
Para o interior, seu território estendia-se até ao meridiano do Tratado de Tordesilhas, embora, durante a União Ibérica, ninguém pensasse em demarcar essa linha no terreno, pelo que era frequentemente violada pelos paulistas.
Segundo o testamento do seu avô, Martim Afonso de Sousa, na ausência de filhos varões do primogénito, Pero Lopes de Sousa, Senhor de Alcoentre e Tagarro, segundo donatário da  Capitania de São Vicente, todos os bens vinculados seriam herdados por um filho varão de sua filha D. Inês Pimentel, sendo que o único sobrevivente em 1610 era D. Luís de Castro, 5.º Conde de Monsanto (1560 - 1612), o qual naturalmente reivindicou os bens vinculados por seu avô Martim Afonso de Sousa, suscitando a contra-reivindicação de Mariana de Sousa Guerra,
No entanto, as doações da Coroa, por virtude da Lei Mental, promulgada por El- Rei D. Duarte de Portugal, precisavam da dispensa e confirmação de El-Rei sempre que saíam da linha direta masculina.
A mãe de  D. Luís de Castro, 5.º Conde de Monsanto, D. Inês Pimentel, já obtivera  dispensa da Lei Mental à data do testamento do pai, provavelmente por ocasião do seu casamento com  D. António de Castro, 4.º Conde de Monsanto. Já Mariana de Sousa Guerra, se quisesse herdar as donatarias de seu falecido irmão, teria de obter uma dispensa especial, o que era processo longo e complicado a impetrar junto da corte espanhola.  Entretanto, era El-Rei D. Filipe II de Portugal (III de Espanha) quem nomeava os capitães-mores que governavam a capitania.
Além disso, D. Luís de Castro, 5.º Conde de Monsanto (1560 - 1612) também herdou a Capitania de Santo Amaro por testamento de D. Jerônima de Albuquerque e Sousa, última descendente (após a morte dos irmãos) do 1º donatário da Capitania de Santo Amaro Pero Lopes de Sousa, (irmão caçula de Martim Afonso de Sousa), a qual incluía, não só a quase desabitada Ilha de Santo Amaro, mas também a então florescente vila de São Paulo dos Campos de Piratininga, a qual havia sido povoada a partir de São Vicente.
Na realidade, a Ilha de Santo Amaro não tinha atividade económica, mas apenas fortalezas essenciais à defesa do porto de Santos, sito na vizinha Ilha de  São Vicente.
Pelo contrário, São Paulo era uma vila próspera, mas só era acessível através do porto de Santos.
Por isso mesmo, D. Luís de Castro, 5.º Conde de Monsanto (ca. 1560 - 1612) reivindicou a  Capitania de São Vicente, a qual foi contra-reivindicada por D. Mariana de Sousa Guerra.
Durante a pendência da lide, foi El-Rei D. Filipe II de Portugal (III de Espanha) quem nomeou Capitães-Mores comuns a ambas capitanias, tendo nomeado o último (Martim de Sá) por Carta-Patente de 2 de fevereiro de 1618, por um período de 3 anos.
Em 1615, D. Álvaro Pires de Castro e Sousa (c. 1590 - 1674), 6.º Conde de Monsanto, por herança do entretanto falecido pai, obteve sentença  que lhe deu ganho de causa.
A sentença foi confirmada por El-Rei D. Filipe II de Portugal (III de Espanha) em 1617.
Em 1620, antecipando o fim do mandato do capitão-mor nomeado por El-Rei (Martim de Sá), D. Álvaro Pires de Castro e Sousa nomeou como seu Capitão-mor a Manuel Rodrigues de Morais, dando-lhe expresso mandato para tomar posse das vilas de São Vicente, Santos, Itanhaém, São Paulo, e todas as mais vilas que então estivessem pelo sertão.
Manuel Rodrigues de Morais chegou ao Brasil em 1621 e, "prevendo que lhe podiam meter em dúvida a dita posse", começou por obter provisão do Governador-Geral em que o mesmo ordenava às Câmaras das ditas Vilas que lhe dessem posse.
Em 1621, o capitão-mor enviado por D. Álvaro Pires de Castro e Sousa, 6.º Conde de Monsanto, munido da provisão do Governador-Geral, tomou posse das vilas de São Vicente e Santos. Não há provas de que tenha tomado posse das vilas de São Paulo ou de Itanhaém.
Aliás, disseram-lhe na Ilha de São Vicente de que não havia vilas na Capitania de Santo Amaro, o que era inexato, pois São Paulo fica ao norte do paralelo geográfico que tem origem no ponto da costa que fica diante do braço de mar que separa as ilhas de São Vicente e  Santo Amaro e a linha divisória entre as duas capitanias seguia pelo paralelo geográfico.
Em 1623, Mariana de Sousa Guerra, obteve de El-Rei D. Filipe III de Portugal (IV de Espanha), a dispensa da Lei Mental e reconhecimento do seu direito como donatária da Capitania de São Vicente.
D. Álvaro Pires de Castro e Sousa (ca. 1590 - 1674), 6.º Conde de Monsanto, reagiu, pedindo ao Tribunal da Relação da Baía a demarcação das duas capitanias. O mesmo Tribunal decidiu que a demarcação entre as duas capitanias passava pelo braço de mar situado em frente da vila de S. Vicente e não pelo braço de mar que passava em frente da vila de Santos. Tal sentença significava, por absurdo que pareça, que a Ilha de São Vicente pertencia à Capitania de Santo Amaro. Saliente-se que tal sentença foi proferida, não na corte espanhola, mas num tribunal brasileiro que, em princípio, devia conhecer melhor a geografia local.
Foi por isso que o capitão-mor (João de Moura Fogaça) enviado por D. Mariana de Sousa Guerra, entretanto Condessa-Viúva do Vimieiro, para tomar posse da Capitania de São Vicente, quando chegou ao Brasil, em 1624, apenas logrou tomar posse da vila de Itanhaém.
A partir de então, a capitania de D. Mariana de Sousa Guerra começou a ser conhecida por Capitania de Itanhaém.
D. Mariana de Sousa Guerra procurou compensar as perdas começando o povoamento do  Vale do Paraíba Paulista, cuja produção podia ser exportada através de Paraty na Capitania Real do Rio de Janeiro.
Foi com esse objetivo que, em 1636, deu a Jacques Felix procuração para explorar os sertões do Vale do Paraíba e ampliar “o conhecimento das terras da referida condessa”. Já em 1632, concedera a Jacques Felix uma sesmaria, onde, mais tarde, seria  fundada a Vila de São Francisco das Chagas de Taubaté, primeira cidade e núcleo irradiador do Vale do Paraíba.
D. Alvaro Pires de Castro e Sousa (ca. 1590 - 1674), 6.º Conde de Monsanto, foi dos mais entusiásticos apoiantes da  Restauração da Independência, na Revolução do 1.º de Dezembro de 1640, que pôs fim à monarquia dualista da Dinastia Filipina iniciada em 1580,  tendo sido recompensado com o título de Marquês de Cascais logo em 1643.
Pelo contrário, D. Mariana de Sousa Guerra, após o fim da  União Ibérica permaneceu na corte de El-Rei Filipe III de Portugal (IV de Espanhal), pelo que, a partir de 1640, nunca mais pode exercer os poderes que reivindicava sobre a Capitania de São Vicente.
D. Mariana de Sousa Guerra, apesar de ser donatária, nunca esteve no Brasil, administrando sempre a partir da corte espanhola, onde passou a maior parte da sua vida como dama da corte, sem o que não poderia prosseguir eficazmente os seus interesses. Assim sendo, designava Capitães-Mores com competência para administrar a Capitania de São Vicente sob suas ordens.
D. Mariana de Sousa Guerra, na realidade, foi apenas  donatária da Capitania de Itanhaém de 1624 até 1640. Apenas formalmente se intitulava donatária da Capitania de São Vicente (1623/1645), visto que nunca conseguiu tomar posse da Ilha de São Vicente.
Tendo sobrevivido aos seus dois filhos varões que morreram ao serviço de El-Rei Filipe IV de Espanha (Fernando de Faro, Senhor do Vimeiro, morreu em Madrid em 1641, e Sancho de Faro, Senhor de Alcoentre e Tagarro, morreu na Flandres em 1645)  e desejando, ela própria, permanecer na Corte de Madrid, apesar do fim da União Ibérica, deu a capitania em dote a sua neta D. Mariana de Faro e Sousa, filha de seu filho segundo Sancho de Faro, quando esta se casou com o 1.º Conde da Ilha do Príncipe.
Os Condes da Ilha do Príncipe continuaram a disputa judicial pela posse da Ilha de São Vicente. Foi isso que levou D. Luís Álvares de Castro (1644 - 1720),  2.º Marquês de Cascais e 7.º Conde de Monsanto, a transferir oficialmente a sua capital para a Vila de São Paulo, a qual era indiscutivelmente sua, visto que se situava claramente  a norte dos paralelos que se podiam traçar a partir da disputada Ilha de São Vicente pertencendo,  portanto, à Capitania de Santo Amaro que ninguém lhe disputava.